# Miranda de Ebro
Miranda de Ebro je město ve Španělsku. Žije v něm přibližně 36 tisíc obyvatel. Leží na řece Ebro 80 km severovýchodně od Burgosu. Administrativně náleží k provincii Burgos v autonomním společenství Kastilie a León. Město je železničním uzlem a centrem chemického průmyslu.

## Historie
Lokalita byla osídlena již v době železné, byly zde nalezeny pozůstatky starověkého města Deobriga. Poprvé je sídlo zmíněno v Albeldské kronice z roku 757. Od roku 1076 bylo součástí Kastilského království. V roce 1358 zde byl založen hrad. V roce 1862 Miranda získala železniční spojení s Madridem a začal se rozvíjet průmysl. V roce 1907 byla udělena městská práva. V době občanské války zde vznikl koncentrační tábor, kde byli za druhé světové války vězněni uprchlíci z okupované Evropy, mezi nimi např. František Fajtl. Tábor byl uzavřen v roce 1947.

## Turistika
Historické centrum města bylo zapsáno na seznam Bien de Interés Cultural. Významnými památkami jsou románský kostel svatého Ducha, most Karla III. z roku 1777 a neoklasicistní budova divadla Apolo podle projektu Fermína Alama. Hlavní městskou slavností je svátek Panny Marie z Altamiry 12. září. Miranda de Ebro má botanickou zahradu a velký park pojmenovaný po spisovateli Antoniu Machadovi. Populární místní kulinářskou specialitou je jelito (delgadilla) v rajské omáčce.

## Sport
Sídlí zde fotbalový klub CD Mirandés, jehož největším úspěchem byla účast v semifinále Copa del Rey v letech 2012 a 2020.

## Partnerská města
- Vierzon